# Мелані Ночер
Мелані Ночер (18 червня 1988) — ірландська плавчиня.
Учасниця Олімпійських Ігор 2008, 2012 років.
Призерка Чемпіонату Європи з плавання на короткій воді 2011 року.